# Martin (Kentucky)
Martin è un comune degli Stati Uniti d'America, situato nello Stato del Kentucky, nella contea di Floyd.